# Mccoskerichthys sandae
Mccoskerichthys sandae is een  straalvinnige vissensoort uit de familie van snoekslijmvissen (Chaenopsidae). De wetenschappelijke naam van de soort is voor het eerst geldig gepubliceerd in 1978 door Rosenblatt & Stephens.
De soort staat op de Rode Lijst van de IUCN als Gevoelig, beoordelingsjaar 2007.